# Amblycorypha huasteca
Amblycorypha huasteca är en insektsart som först beskrevs av Henri Saussure 1859.  Amblycorypha huasteca ingår i släktet Amblycorypha och familjen vårtbitare. Inga underarter finns listade i Catalogue of Life.